# Mumpf
Mumpf é uma comuna da Suíça, situada no distrito de Rheinfelden, no cantão de Argóvia. Tem 3,13 km² de área e sua população em 2018 foi estimada em 1.467 habitantes.